# Шаригіна Анна Борисівна
Анна Борисівна Шаригіна (нар. 1977) — український  фемініст та ЛГБТ-активіст. Співзасновник лесбійсько-феміністичної організації «Сфера» в Харкові та громадської організації «КиївПрайд», член організаційного комітету Маршу рівности в Києві, співорганізатор «ХарківПрайду».
Анна Шаригіна стала скандально відомою після того, як виступила проти перейменування вулиці в Харкові на честь загиблого Героя України Георгія Тарасенка, назвавши його «покидьком».

## Життєпис та діяльність
Народилась у 1977 році. У 2006 році закінчила школу з прав людини Docudays, громадський вишкіл пройшла на російському лесбійському форумі «Волга», потім продовжувала вести психологічні консультації на українському порталі «Фемінізм» спільно з Лаймою Гейдар.
Анна Шаригіна з партнеркою Вірою Чернигіною заснувала у 2006 році жіночу ініціативну групу, яка у 2008 році була зареєстрована як громадська організація. Вони організували перші публічні ходи Києвом за рівність. Разом з однодумицями започаткували лесбійсько-феміністичну організацію «Сфера» у Харкові. Анна Шаригіна закінчила аспірантуру Харківського національного педагогічного університету, тема її наукового дослідження — ґендерна ідентичність та сексуальна орієнтація. Шаригіна понад 10 років працювала у сфері роботи з персоналом, є учасницею конференцій та круглих столів з тем ґендеру та прав для ЛГБТ-спільноти, є авторкою статей та доповідей з лесбійської тематики.
У 2015 році завдяки активності Шаригіної до Маршу рівності КиївПрайд, який з 2015 року відбувається регулярно, приєдналися драг-квін. Цей крок був зроблений для того, щоб українське суспільство побачило, що ЛГБТ-спільнота є, у неї є своя субкультура, і їй повинно бути місце у міському просторі України.
У березні 2019 року Анна Шаригіна була серед тих, хто проводили Тиждень жіночої солідарності в Харкові на першому тижні березня:
|  | Мета заходу — повернутися до первісної сутності Міжнародного жіночого дня, коли жінки об'єднуються у боротьбі за свої права. Це день жіночої солідарності, а не букети та солодощі. Тиждень жіночої солідарності — це насамперед освітній проєкт, і ми об’єднані не проти чогось, а для розвитку жінок, жіночих громад та всього українського суспільства. |

«КиївПрайд-2019» тривав у Києві з 16 до 22 червня 2019 року. Традиційний фінал «КиївПрайду» — Марш рівності, відбувся 23 червня. Загалом у заходах брали участь до 8 тисяч людей. Також у грудні за ініціативи активістки випущено календар на 2020 рік з історіями 13 ЛГБТ-людей.
З 2019 року в рамках ХарківПрайду Шаригіна виступила співорганізаторкою та офіційною медійною спікеркою. У вересні 2019 року перший у Харкові Прайд Тиждень та Прайд Марш на захист прав та підвищення видимості ЛГБТ спільноти міста зібрав понад 2000 осіб.
У 2020 році координувала АвтоПрайд у Харкові. Такий формат Маршу ХарківПрайд було обрано з огляду на епідеміологічну ситуацію у Харкові. Колона з понад 20 автомобілів зі 100 людьми проїхала проспектами Науки, Гагаріна та вулицями Сумська та Клочківська.
|  | Провести ХарківПрайд, нехай і в зміненому форматі, дуже важливо для видимості ЛГБТ+спільноти, і для інших уразливих спільнот, як от людей різних національностей, віросповідань, політичних переконань тощо. Зважаючи на карантинні вимоги, ми готові гнучко реагувати і тримаємо контакт із місцевою владою та поліцією. |

## Погляди
Феміністична та активістська діяльність Анни Шаригіної супроводжується постійною опозицією. Її лекція про рух ЛБГТ у харківській книгарні перенесеносилася двічі: спочатку до харківського пресцентру «Накипело», а потім до київського центру «Ізоляція». Харківський громадський центр PrideHub атакували невідомі чоловіки у масках із димовими гранатами у липні 2018 року. Пізніше будівлю обмалювали графіті та облили кров'ю тварин. Хоча скарги направлялись до відділків поліції і понад 1000 листів зі скаргами було адресовано міністру внутрішніх справ Арсену Авакову, за правопорушення нікого не покарали.
Активістка звертає увагу, що українська лесбійка потерпає від потрійної дискримінації: як жінка, як гомосексуальна жінка і ще через внутрішню дискримінацію в ЛГБТ-русі:
|  | Причому дискримінація гомосексуальних жінок інша, ніж дискримінація гомосексуальних чоловіків. Як правило, до чоловіків ставляться вороже агресивно, фізично агресивно, їх можуть побити. В українському суспільстві є ієрархія всього, так само є ієрархія дискримінації. Тож якщо тебе побили, то це вважається дійсно злочин і дискримінація. Але якщо тебе не сприймають всерйоз? Якщо тебе не помічають, якщо над тобою жартують зле – то це… нічого. |

У 2019 році Шаригіна заявила, що напади та протести проти ЛГБТ-руху продовжують зростати. Також громадська діячка повідомила, що місцева влада теж хотіла обмежити перший Прайд у Харкові.
Анна Шаригіна скептично оцінила створення у Верховній Раді України міжфракційне об'єднання «Цінності, гідність, родина», до якого увійшло понад 300 нардепів. Метою МФО проголосило «захист вічних цінностей українського суспільства та протидія спробам знищити фундаментальне природне право заради політичної моди».
У січні 2020 року Анна Шаригіна розкритикувала Майка Помпео за те, що він відвідував Україну, але не знайшов часу зустрітись з українськими лідер(к)ами руху ЛГБТ.